# Progressive Culture & Language
Progressive Culture & Language (略 PCL) は、東京新宿区に本社を位置する、異文化理解や語学を中心に企業研修を行っている株式会社Progressive International のブランドの一つである。研修以外のサービスもあるようだが、主な研修内容は、コミュニカティブアプローチに基づいたもので、より「リアル」で実践的なスキル体得につながると主張している。

## 沿革
| 2001年7月  | Progressive Culture & Language Corporation 創立                    |
| 2001年9月  | 神奈川県内に語学スクール・教育施設開設                             |
| 2001年10月 | 企業英語コミュニケーション研修・TOEIC研修開始                      |
| 2002年10月 | 英語語学書籍「だまされるな日本人 WAKE UP!!!」 第1版出版            |
| 2003年4月  | ビジネス英語教材「BUSINESS ATTACK」出版                            |
| 2003年2月  | 英語語学書籍「だまされるな日本人 WAKE UP!!!」 第2版出版            |
| 2006年9月  | 東京オフィス開設                                                   |
| 2008年10月 | 「株式会社Progressive International」に社名変更 本社を東京都に移転 |

## 出版物

### 「WAKE UP!!!」
PCLの創業者の一人である、リチャード・マングが著した本である。マングは、「日本人、だまされるな!!」を本の副題とあるように、日本国内の外国語学校の多くは質が良くないのではと指摘し、語学学校を探す日本人に強く注意を呼びかける。